# 17904 Аннекупал
17904 Аннекупал (17904 Annekoupal) — астероїд головного поясу, відкритий 19 березня 1999 року.
Тіссеранів параметр щодо Юпітера — 3,592.